# X-29
Х-29 е американски експериментален самолет с обратната стреловидност на крилото.
Първи полет - 1984 година.
Двата прототипа са ползвани за тестове до 1991 година, след което проблемите на обратната стреловидност при надзвукови скорости принуждават Груман да се откаже от по-нататъшни разработки на самолети с обратна стреловидност.
Произведени са две бройки от Grumman Corporation, за НАСА и за ВВС на САЩ.

## Дизайн и разработка
X-29 е разработен на базата на два съществуващи самолета F-5A и F-16.
В X-29 е използван предния фронтален апарат и носач от F-5A и главния колесник от F-16. Технологичният напредък, който Х-29 прави са конструкцията на крилата с обратна стреловидност и използването на композитни материали от въглеродни влакна.

## Характеристики(X-29)

### Общи характеристики
| Скица | Параметри |
| ----- | --- |
|       | - Екипаж: 1 пилот - Дължина: 14.7 м - Разпереност: 8.29 м - Площ на крилото: 17.54 м² - Височина: 4.26 м - Маса (празен): 6260 кг - Макс. излетна маса: 8070 кг - Двигател: 1 × General Electric F404 turbofan - Мощност: 71.2 kN всеки (16 000 lbf) |